# 정문부
정문부(鄭文孚, 1565년 3월 20일(음력 2월 19일)~ 1624년 12월 28일(음력 11월 19일))는 조선 중기의 문신이자, 임진란 의병장이다. 임진왜란 초기 함경도로 쳐들어온 일본군을 격파하여 승전(북관대첩)하였다. 이 공로로 북평사에서 길주목사로 승진했다.
뒤에 영흥부사가 되었으며 이후 첨지중추부사, 장단부사를 거쳐서 1615년 부총관, 다시 병조참판이 되었으나 북인의 횡포에 관직을 고사하고 야인으로 돌아간다. 1624년 인조 반정 직후 이원익의 천거로 관직에 나가 전주부윤 등을 역임했는데, 이괄의 난에 동조했다는 무고를 받고 장대로 돌아가셨다. 현종 때 복권되어 일등 공신 우찬성 대제학에 추서되고 숙종 때 충의공의 시호를 받았다. 본관은 해주(海州)이며, 자는 자허(子虛), 호는 농포(農圃), 시호는 충의(忠毅)이다. 기념비로 북관대첩비가 있다.

## 생애

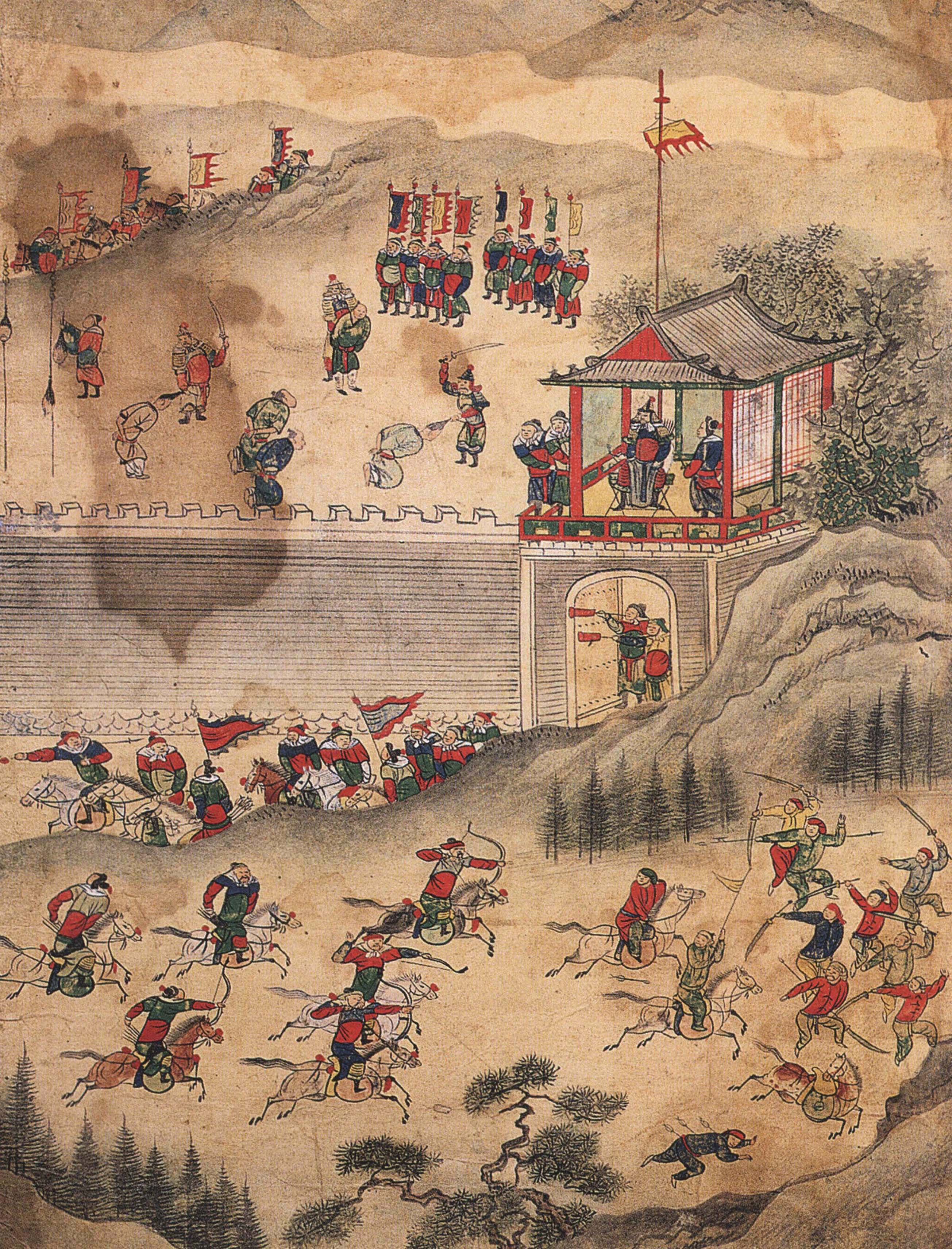
창의토왜도(倡義討倭圖)

1565년 한성부에서 부사와 대사간을 지낸 정신(鄭愼)과 강릉김씨 봉사 김흥례의 딸의 아들로 태어났다. 대제학 정도공 정역(鄭易)의 7대손으로, 할아버지는 경기도관찰사를 지낸 정언각(鄭彦慤)이며, 할머니는 이조판서 신공제(申公濟)의 셋째 딸이다. 종증조부는 연산군 때의 문신 정희량(鄭希良)이다.
할아버지 정언각은 한성부우윤 경기도관찰사를 지냈으며 아버지 정신은 부사, 대사관, 내자시정(內資寺正) 등을 지내고 사후 증 참판과 증 예조판서 겸 세자좌빈객에 추증되었다. 
1585년(선조 18년) 생원이 되었고, 1588년(선조 21년) 식년문과에 갑과로 급제하였으며 이듬해 1589년 한성부 참군이 되었다. 그 후 홍문관 수찬, 사간원 정언, 사헌부 지평 등을 역임하였고, 1591년 함경북도 북평사(北評事)가 되어 북쪽의 여진을 순찰하였다.
1592년(선조 25년) 4월 임진왜란이 일어났을 때, 회령의 국경인이 반란을 일으켜, 임해군 진과 순화군 보 두 왕자를 일본장군 가토 기요마사에게 넘기고 항복하는 사건이 일어난다.
《연려실기술》에는 임진왜란 초기, 정문부는 적이 쏜 총에 맞은 총상으로 도망쳐 부령에서 거지 행세로 목숨을 부지하고, 이름을 바꾸고 용성의 어느 무당의 집 하인으로 신분을 숨겼다 한다. 경성(鏡城) 사람 이붕수(李鵬壽)가 의병(義兵)을 일으켰을 때, 의병에 가담한 경성의 유생 지달원(池達源)이 정문부의 소식을 듣고 정문부를 찾아가 함께 싸울 것을 청했는데, 처음에 정문부는 지달원의 말을 믿지 않고 난색을 보이다 마침내 허락하였고, 남촌에 이르러 장사들을 불러모으자 강문우(姜文佑) 등과 함께 2백여 명의 군사를 모았으며, 앞서 도망쳐 산에 숨었던 경성부사 정현룡과 경원부사 오응태도 산중에서 나왔다. 의병의 지휘부는 정문부를 의병의 대장으로 추대하고 정현룡과 오응태는 차장으로 하였다. 『북관대첩비』에는 때마침 북방의 야인들이 북변을 침범한 일이 있어, 정문부가 사람을 시켜 국세필에게 이들을 방어할 것을 제의했고 국세필이 허락하여 의병을 종성 성안으로 맞아들였는데, 이튿날 아침에 정문부가 남쪽 성루에 올라가서 국세필을 유인한 다음 강문우를 시켜 생포해서 처형한 뒤, 즉시 군사를 인솔하여 남쪽 명천으로 가서 말수 등을 잡아 죽였다고 하였다. 한편 《연려실기술》에는 처음 정문부가 성안으로 들어갈 때 마침 길주에 있던 왜의 순라(巡邏) 40여 명이 들이닥치는 바람에 성안이 떠들썩해지자 강문우가 결사대 20여 기를 모아 성문을 열고 뛰어나갔고, 도망치는 적을 영강역(永康驛)까지 쫓아가 몰살시켰고, 이때 정문부가 크게 기뻐하여 나와 환영하고, 의병의 사기가 비로소 떨쳐지게 되어 국세필을 처형하기에 이르렀다고 하고 있다.
종성을 차지한 정문부가 드디어 함경도의 각 고을에 전하자 군사 3천여 명이 모였고, 길주에서도 허진(許珍)ㆍ김국신(金國信)ㆍ허대성(許大成)도 군사를 모아 호응하였다. 《기재사초》는 처음 산골로 피난했던 정문부가 6, 7명의 수령과 협의해 의병을 일으키려 했으나 함경도에서의 의견은 호응하는 쪽과 호응하지 않는 쪽으로 나뉘어 있었는데, 조정에서 보내온 방문(榜文)의 내용에 "8도의 의병과 관군이 곳곳에서 적을 치고, 천병(天兵) 10만이 조만간 평양에 도착할 것인데, 반은 설한령(薛罕嶺)을 넘었다"는 말이 실려있는 것을 보고 의기진작한 백성들이 의병에 가담했다고 한다.
11월에 정문부는 적을 가파(加坡)에서 만나 장차 싸우려고 모든 장수에게 부서(部署)를 정해 주었다. 정현룡은 중위장을 시켜 백탑(白塔)에 주둔하게 하고, 오응태와 원충서(元忠恕)는 복병장을 시켜 석성(石城)과 모회(毛會)에 나누어 주둔케 하고, 한인제(韓仁濟)는 좌위장을 시켜 목책에 주둔케 하고, 유경천(柳擎天)은 우위장을 시켜 날하(河)에 주둔케 하고, 김국신ㆍ허진은 좌우 척후장을 시켜 임명(臨溟)과 방치(方峙)에 나누어 주둔케 하였다. 『북관대첩비』는 "적이 승리에 익숙하여 심각하게 방비도 하지 않았으므로 기습하여 쳐부쉈다."고 이때의 싸움을 전하고 있으며, 원근에서 소문을 듣고 응원해 와서 마침내 7천여 명의 군사가 모였다고 한다. 또한 성진(城津)에 있는 적이 임명에 와서 크게 노략질하자 경기병을 이끌고 습격했고, 비산(萆山)에 복병을 두어 적이 돌아오는 것을 살펴서 협공하여 쳐부수었으며, 이때 전사한 왜병 수백의 시신을 배를 갈라서 창자를 큰 길에 펼쳐 놓았다고 한다. 12월에는 길주의 쌍포진(雙浦津)에서, 이듬해 정월에 다시 단천에서 싸워 모두 이겼다. 정문부는 돌아가는 왜병을 추격해 백탑 남쪽 옻나무 밑까지 갔으나, 이붕수와 허대성ㆍ이희당(李希唐) 등이 전사하기도 했다. 이로써 왜병들은 관북(함경도)에는 발을 붙이지 못했고, 정문부 장군 명성만 들어도 도망했다고 한다.

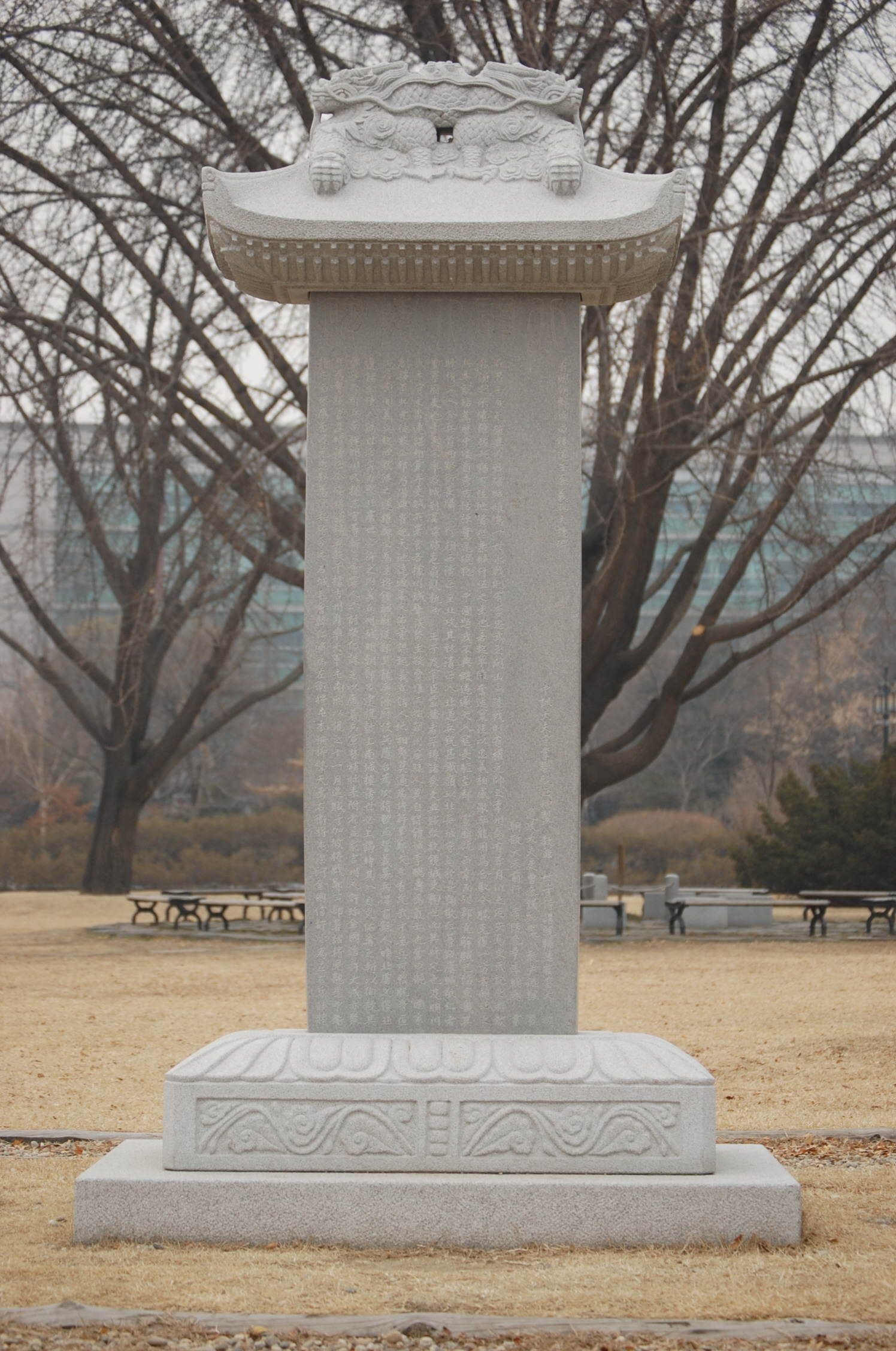
북관대첩비

선조는 죽은 이붕수에게 감찰을 증직하고, 승첩을 알리러 온 최배천에게는 조산(朝散)의 가자(加資)와 명주 한 필의 상을 주었으며, 정문부를 길주목사로 임명하였다. 이것을 북관대첩이라고 하는데, 1593년 음력 1월 1일 의병장 신분으로 활약한 정문부를 순찰사 윤탁연이 조정에 정문부의 공을 반대로 고했기 때문에 크게 포상받지 못했고, 영흥부사에 제수된다. 윤탁연은 조정에서 실사를 보낸 사신에게도 뇌물을 주어 진상 조사를 무마시켰다.
1604년(선조 37년) 행 호군으로 재직 중 선무원종공신 1등(宣武原從功臣一等\)에 녹훈되었다. 
이후 첨지중추부사와 장단부사를 거쳐서 1615년 부총관에 임명되고 다시 병조참판으로 임명되지만, 북인의 횡포에 관직을 고사하고 야인으로 돌아간다.
1623년 인조가 반정으로 즉위하고, 영의정 이원익(李元翼)의 천거로 쓸만한 인재라고 추천받아 전주부윤이 되었지만, 1624년(인조 2년) 이괄의 난에 연루되었다는 누명을 쓰고, 고문을 받다가 죽게 된다. 향년 60세. 사후에 함경도 지방민의 송원(訟寃)에 따라 충의(忠毅)라는 시호를 받고 41년뒤(현종7년5월) 신원이 회복되어 임란 일등공신 우찬성 대제학에 추증되었다. 이때 일각에서는 그가 지은 시 2수 《초회왕(楚懷王)》의 내용도 지적하여 문제삼기도 했다.
경성의 창렬사, 부령의 청암사, 진주의 충의사(경상남도 문화재자료 제61호)에 모셔졌고, 후일 숙종 때 이 전투를 기념하여 함경북도 길주에 북관대첩비가 세워졌다.
농포 정문부는 임진왜란 때 혁혁한 전공을 세웠음에도 불구하고, 공을 인정받지 못했다. 오히려 억울한 누명을 쓰고 옥중에서 세상을 떠났다. 세상을 떠나기 전 두 아들에게 벼슬을 구하지 말고 남쪽 지방인 진주에 가서 살라고 유언하였다.
저서로는 문집 《농포집(農圃集)》이 있다.

## 사후
1665년(현종 6년) 이단하가 소장을 올리자 정태화, 허적 등의 논의 끝에 왕명으로 특별 증직이 결정되었다. 1667년 현종은 함경북도 경성부(鏡城府)에 있는 그의 사당에 창렬(彰烈)의 사액을 내렸다.
숙종의 특명으로 1695년(숙종 21년) 후손을 녹용케 하였다. 함경부 지방민의 상소와 민진원의 상소로 충의(忠毅)의 시호가 내려졌다. 정문부장군묘는 경기도 의정부시 용현동에 있다. 1977년 10월 13일 경기도의 기념물 제37호로 지정되었다.

## 가족 관계
- 증조부 : 정희검(鄭希儉)
- 조부 : 정언각(鄭彦慤, 1498 ~ 1556)
- 조모 : 고령 신씨 - 신공제(申公濟)의 3녀
  - 부 : 정신(鄭愼, 1538 ~ 1604)
- 외조부 : 김흥례(金興禮)
  - 모 : 강릉 김씨
    - 남동생 : 정문익(鄭文益, 1568 ~ ?)

  - 장인 : 신례(申欚, 1540 ~ ?)
    - 부인 : 신계순(申繼順, 1562 ~ ?)[5]
      - 장남 : 정대영(鄭大榮, 1586 ~ 1658)
      - 며느리 : 전주 이씨 - 익성군(益城君) 이향령(李享齡)의 딸 
        - 손녀 : 안동 권씨 권칭(權偁)의 처(1605 ~ ?)
        - 손녀 : 조구(趙球)의 처(1609 ~ ?)
        - 손자 : 정유정(鄭有禎, 1611 ~ ?)
        - 손자 : 정유상(鄭有祥, 1614 ~ ?)
        - 손자 : 정유우(鄭有祐, 1615 ~ ?)
        - 손녀 : 여주 이씨 이강(李壃)의 처(1621 ~ ?)
        - 손자 : 정유기(鄭有祺, 1623 ~ ?)
        - 손녀 : 양천 허씨 허초(許礎)의 처(1629 ~ ?)

      - 차남 : 정대융(鄭大隆, 1600 ~ ?)
      - 며느리 : 해주 오씨 - 오사겸(吳士謙)의 딸 
        - 손자 : 정유인(鄭有禋, 1616 ~ ?)
        - 손자 : 정유회(鄭有禬, 1620 ~ ?)
        - 손녀 : 정숙(鄭淑, 1622 ~ ?)
        - 손자 : 정유진(鄭有禛, 1625 ~ ?)
        - 손녀 : 정혜(鄭蕙, 1629 ~ ?)
        - 손자 : 정유종(鄭有宗, 1633 ~ ?)
        - 손자 : 정유지(鄭有祉, 1635 ~ ?)
        - 손자 : 정유계(鄭有禊, 1638 ~ ?)

## 같이 보기
- 북관대첩비
- 포항 여연당 고택